# Francesc Lacoma i Sans
Francesc Lacoma Sans (Barcelona, 1784 – Madrid, 1812) va ser un pintor de l'entorn de l'escola de Llotja, on va destacar amb obres com La mort sobtada d'Ananies i Saphira.
Al Museu Nacional d'Art de Catalunya es conserva un autoretrat seu d'època primerenca.